# Cheiracanthium melanostomum
Cheiracanthium melanostomum es una especie de araña araneomorfa del género Cheiracanthium, familia Cheiracanthiidae. Fue descrita científicamente por Thorell en 1895.
Habita en India, Bangladés y Birmania.